# ISO/CEI 7812
ISO/CEI 7812 ou ISO/IEC 7812, Identification cards — Identification of issuers, a été initialement publié par l'International Organization for Standardization (ISO) in 1989. Il s'agit de la norme internationale spécifiant un système de numérotation pour l'identification des émetteurs de cartes, le format des numéro d'identification des émetteurs (IIN) et des numéros de carte (PAN) et des procédures d'enregistrement des IIN. ISO/IEC 7812 comporte deux parties :

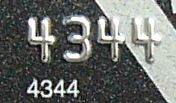
Les quatre premiers numéros d'une carte bancaire. Le "4" indique que l'émetteur est une banque.

- Partie 1 : Système de numérotation
- Partie 2 : Procédures de candidature et d'enregistrement

L'autorité d'enregistrement des IIN est l'American Bankers Association (en).
Un IIN est actuellement composé de huit chiffres. Le premier chiffre est l' identifiant principal de l'industrie (MII), suivi de sept chiffres, qui forment ensemble l'IIN. Cet IIN est associé à un numéro d'identification de compte individuel et à une somme de contrôle à un chiffre .

## Identifiant principal de l'industrie
Le premier chiffre de l'IIN identifie le principal secteur d'activité de l'émetteur de la carte.
| MII | Catégorie d'émetteur                                                     |
| --- | ------------------------------------------------------------------------ |
| 0   | ISO/TC 68 et autres affectations d'industrie                             |
| 1   | Compagnies aériennes                                                     |
| 2   | Compagnies aériennes, finance et autres futures affectations d'industrie |
| 3   | Voyage et divertissement                                                 |
| 4   | Banque et finance                                                        |
| 5   | Banque et finance                                                        |
| 6   | Marchandisage et banque/finance                                          |
| 7   | Compagnies pétrolières et autres futures affectations d'industrie        |
| 8   | Santé, télécommunications et autres futures affectations d'industrie     |
| 9   | Pour attribution par les organismes nationaux de normalisation           |

Le MII 9 a été attribué aux organismes nationaux de normalisation pour une utilisation nationale. Ce premier chiffre 9 est suivi d'un code de pays numérique à trois chiffres de la norme ISO 3166-1. Les systèmes nationaux de numérotation sont gérés par des organismes nationaux de normalisation membres de l'ISO. Le système américain de numérotation nationale est géré par l'American National Standards Institute.

## Numéro d'identification de l'émetteur
Les six ou huit premiers chiffres, y compris l'identifiant principal de l'industrie, composent le numéro d'identification de l'émetteur (IIN) qui identifie l'organisme émetteur. L'IIN est parfois appelé "numéro d'identification bancaire" (BIN). Toutefois, l'utilisation de l'IIN est beaucoup plus large que l'identification d'une banque.

### Registre IIN
Le « registre ISO des numéros d'identification des émetteurs » officiel n'est pas accessible au grand public. Il n'est disponible que pour les institutions qui détiennent des IIN publiés dans le registre, les réseaux financiers et les processeurs. Les établissements sont tenus de signer un accord de licence avant d'avoir accès au registre. Plusieurs IIN sont bien connus, en particulier ceux représentant les émetteurs de cartes de crédit.

## Identification individuel de compte
En collaboration avec l'IIN, les émetteurs de cartes attribuent un numéro de compte à un titulaire de carte. Le numéro de compte est de longueur variable avec un maximum de douze chiffres lorsqu'il est utilisé conjointement avec un IIN à six chiffres. Lorsque vous utilisez un IIN à huit chiffres, la longueur totale maximale du numéro de compte (PAN) reste à 19 chiffres. Le PAN comprend l'IIN, l'identifiant de compte individuel et la somme de contrôle. Ainsi, lors de l'utilisation d'un IIN à huit chiffres, la longueur maximale d'un identifiant de compte individuel ne serait que de dix chiffres.

## Somme de contrôle
Le dernier chiffre est une somme de contrôle qui est calculé à l'aide de l'algorithme de Lühn, défini dans l'annexe B de l'ISO/CEI 7812-1.